# Los comedores de patatas
Los comedores de patatas (también, Los comedores de papa o Los campesinos comiendo patatas; Aardappeleters, en neerlandés) es un cuadro del pintor Vincent van Gogh, que creó en abril de 1885 mientras residía en Nuenen, Países Bajos. Se encuentra en el Museo Van Gogh de Ámsterdam. El Museo Kröller-Müller de la ciudad de Otterlo posee un bosquejo preliminar en óleo, y Van Gogh también produjo una versión en litografía.

## Preparativos
Durante el mes de marzo e inicios de abril del año 1885, el autor preparó bosquejos relativos a la obra. Esta la inició el 13 de abril del mismo para dejarla casi terminada a inicios del mes de mayo. Los cambios menores los finalizó más tarde en el mismo año, con pequeñas pinceladas. En paralelo produjo la versión en litografía: la terminó el 16 de abril de 1885, dibujando directamente sobre la piedra en Eindhoven y lo imprimió allí. Unos días más tarde envió los primeros ejemplares de la estampa a su hermano Theo en París. Se imprimieron unos 20, de los cuales actualmente hay localizados ocho en museos como el Rijksmuseum de Ámsterdam, el MoMA de Nueva York y el Museo Thyssen-Bornemisza de Madrid .
En una carta escrita a su hermano dos años después en París, Van Gogh seguía considerando que Los comedores de patatas era su cuadro más exitoso: «Lo que creo acerca de mi propio trabajo es que la pintura de los campesinos comiendo patatas que hice en Neunen es, después de todo, lo mejor que he hecho». Sin embargo, su obra fue criticada por su amigo Anthon van Rappard poco después de haber sido pintada. Esto fue un duro golpe a la confianza de Van Gogh en su calidad de artista emergente, por lo que escribiría de vuelta a su amigo: «tú... no tienes el derecho a condenar mi trabajo en la forma que lo has hecho» (julio de 1885), y después, «siempre hago lo que aún no puedo hacer con el fin de aprender a cómo hacerlo» (septiembre de 1885). Esto provocó la ruptura de su amistad.
El tema del cuadro fue tratado por varios artistas de la época en obras como La comida frugal, de Jozef Israëls. El propio Van Gogh realizó diversas obras con una temática similar, como Cesto con patatas, también de 1885.

## Situación cronológica
Este cuadro pertenece a la primera fase de la pintura del artista, desarrollado en los Países Bajos, bajo la influencia del pintor realista francés Jean-François Millet. Van Gogh estudió dibujo, anatomía y perspectiva en Bruselas, completando su formación con conferencias sobre el uso y el comportamiento de los colores. En ese periodo, denominado periodo negro por algunos autores, diseñó y pintó muchos paisajes de escenas de fiestas de los Países Bajos.

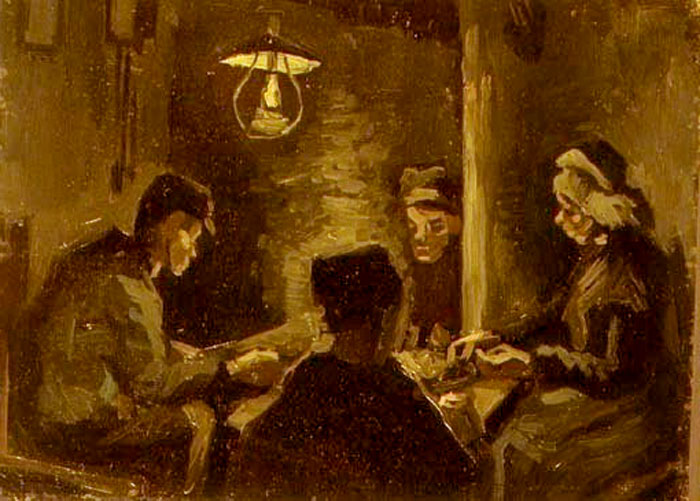
Estudio del cuadro.

En Nuenen, ciudad de Holanda donde vivía su familia y después de sus experiencias entre los mineros donde desarrollaría gran sensibilidad por el sufrimiento ajeno, realizó cerca de 250 dibujos, sobre todo sobre la vida de agricultores y tejedores. Una obra típica es El tejedor en el telar, (1884).
Los comedores de patatas, considerada la obra cumbre del pintor en esta época, resume este período. Como pintor realista, hablaba de la miseria y la desesperanza que retrató en la gente humilde. Opinaba que los agricultores debían ser pintados con sus características en bruto, sin adornos, criticando y diferenciándose de Millet.
Van Gogh hizo una serie de cincuenta rostros de campesinos, que le ocupó desde diciembre de 1884 hasta mayo de 1885 como ejercicio preliminar de la obra.
El cuadro remitido a Theo en París tuvo escasa repercusión. El pintor Charles Emanuel Serret expresó que Vincent superaba a Millet desde el punto de vista expresivo, lo que tal vez motivó a Vincent para continuar su trabajo como pintor de campesinos.

## Descripción

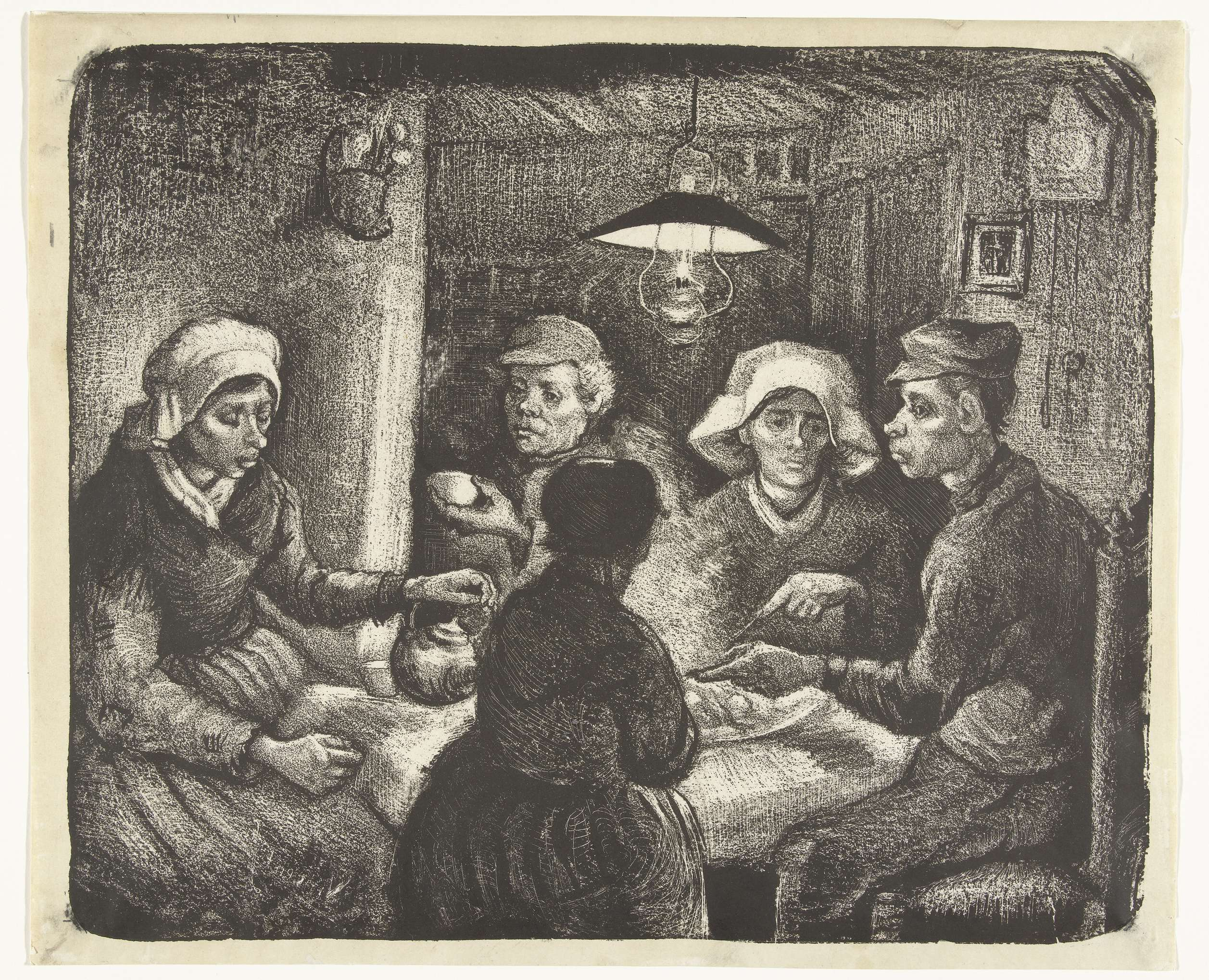
Versión en litografía, de 1885. Ejemplar del Rijksmuseum de Ámsterdam.

Van Gogh no pretendía realizar retratos realistas, sino que, conociendo los estudios de fisonomía de Lavater y Gall, y siendo admirador de Honoré Daumier, quería dotar de rasgos salvajes a los campesinos, con expresiones que pueden parecer caricaturescas. Con esto quería expresar su esencia genuina, alejada de la cultura burguesa.
Utilizó una paleta dominada por tonos terrosos oscuros, otorgándole un carácter orgánico a la escena. Así le comentó a su hermano Theo: 

Mientras lo hacía, me vino a la mente lo que con tanto acierto se dijo de los campesinos de Millet: «sus campesinos parecen pintados con la tierra que siembran»

Van Gogh tomó nota de las manos gruesas y las huellas en las caras de los trabajadores de la tierra. En busca de la intensidad en la expresión dramática, exploró el potencial de los tonos oscuros del barroco y el trazo nervioso. Estas características se transformaron radicalmente después de su viaje a París, lugar en el que vivió durante algunos años.
En cuanto a esta obra, Van Gogh expresó lo siguiente:

He querido poner conscientemente de relieve la idea de que esa gente que, a la luz de la lámpara come patatas sirviéndose del plato con los dedos, trabajó asimismo la tierra en la cual las patatas han crecido; este cuadro, por tanto, evoca el trabajo manual y sugiere que esos campesinos merecen comer lo que honestamente se han ganado. He querido que haga pensar en un modo de vivir muy diferente al nuestro. Así pues, no deseo en lo más mínimo que nadie lo encuentre ni siquiera bonito ni bueno.

Se perciben reminiscencias de la Sagrada familia de Rembrandt en el cuadro.